# Pluto (oceánide)
En la mitología griega, Pluto (en griego antiguo: Πλουτώ, latín: Plūto; «riqueza») era una oceánide, y por lo tanto hija de Océano y Tetis. Fue compañera de juegos de las jóvenes Perséfone, Artemisa y Atenea.
Pluto también es el nombre de la madre del desdichado Tántalo y podría ser o no la misma que la anterior. Diodoro Sículo ya juega con este concepto y alega que Tántalo «superaba a todos en riqueza y renombre». No obstante de la madre de Tántalo nunca se indica que sea hija de Océano; la refieren como «una ninfa», sin más, o bien como una hija de Crono o de un tal Himante, del que nada se sabe. O incluso, en una versión tardía, le llama Plútide (pero el texto está severamente corrupto) y la hace hija de Atlas, incluyéndola entre las pléyades. Sea como fuere no se indica quién era la madre de esta Pluto. Otros dicen que Tántalo, que sería más tarde uno de los primeros reyes de la tierra, era hijo del rey Tmolo de Lidia o bien de Zeus.